# キチチタケ
キチチタケ（黄乳茸、学名: Lactarius chrysorrheus）はベニタケ目ベニタケ科チチタケ属の小型から中型のキノコ（菌類）。これらの種は英語圏では Milkcaps として知られ、近年では Yellowdrop Milkcap として知られている。色は薄い鮭の身のような色。毒をもっており、楢の木と共生する。

## 分類
この種を最初に定義したのはスウェーデンの近代菌類学の祖であるエリーアス・フリースである。学名の種小名 chrysorrheus の chryso- は古代ギリシャ語で「金色の」を表しており、rheos は「噴き出す」を意味している。英語圏での一般名には yellow milkcap、yellowdrop milkcap などと呼ばれている。

## 分布・生息地
北半球で多く見られ、日本、ヨーロッパ、北アメリカ、北アフリカなどに分布する。イギリスではカシと共生していることが多い。
晩春から晩秋にかけて、コナラやアカマツなどの雑木林に発生する。

## 形態
子実体は傘と柄からなる。傘は直径3 - 8センチメートル (cm) 程度であり、薄い鮭色のような色をしている。傘の表面には弱い粘性があり、荒れた円や帯のようにな環紋がある。始めは饅頭型であるが、時間と共に扁平型になり、最終的には浅い皿のような形状になっていく。普通は平面であるが、稀に端に裂片のようなものが見られる。端の部分には毛は生えていない。ヒダは垂生であり、クリーム色から淡茶色をしている。
柄は中空で、下部は若干膨らんでおり、薄い肌色だが後に薄い茶色になる。
胞子紋は乳白色であり、若干鮭色をしている。
肉は白く、味は辛い。乳液は最初は白いが、10分から15分ほど空気に晒されているとレモン色（狐色）に変わっていく。
多くのチチタケ属は色が良く似ている。しかし、多くの白い乳を分泌して狐色に変わっていく種は多いわけではない。
しかしながら、北東アメリカの木材に見られる Lactarius maculatipes や Lactarius croceus もこの特徴がある。 また、Lactarius vinaceorufescens も北東アメリカで局所的に見られることがある。
これらの種はイギリスでは見つかっていない。若干似た Lactarius decipiens という種がイギリスのチェックリストに乗っているが、この種はキチチタケより小さくシデの木のそばに生える。

## 食毒
毒成分は不明であるが、食べると胃腸系の中毒を引き起こす。Roger Phillips とLamaisonによると毒性ありとされ、Marcel Bon は食用として記録している。幾つかの毒のあるチチタケ属は食すると主に胃腸などの消化器系に悪影響を与え、深刻な状況になることもある。
分泌している乳液は非常に辛い。